# Ingrid Pitt
Pour les articles homonymes, voir Pitt.
Pour les articles homonymes, voir Petrov.
Ingrid Pitt, née Ingoushka Petrov le 21 novembre 1937 à Varsovie (Pologne) et morte le 23 novembre 2010, à Londres, est une actrice britannique.

## Biographie
Ingoushka Petrov naît d'un père allemand et d'une mère polonaise de confession juive. À l'âge de cinq ans, elle est emprisonnée avec sa famille dans le camp de concentration de Stutthof lors de la Seconde Guerre mondiale. Au début des années 1950, elle épouse un soldat américain, Laud Roland Pitt Jr, qui l'emmène en Californie.
Elle revient en Europe et devient actrice au sein du Berliner Ensemble dirigé par Hélène Weigel, la veuve de Bertolt Brecht. Elle apparaît dans Le Docteur Jivago de David Lean, puis joue dans Quand les aigles attaquent avec Richard Burton et Clint Eastwood.
C'est dans les productions de la Hammer qu'elle trouve des rôles qui font d'elle une actrice culte du cinéma fantastique des années 1970. Dans Les Passions des vampires de Roy Ward Baker, inspiré de Carmilla de Joseph Sheridan Le Fanu, elle incarne la comtesse Mircalla Karnstein, et son personnage de Comtesse Dracula s'inspire d'Élisabeth Báthory. La Maison qui tue est un film à sketches produit par Amicus Productions. Ingrid Pitt a enfin le rôle de la sensuelle bibliothécaire dans The Wicker Man, un film qu'elle n'aimait pas mais qui est devenu un classique.
Dans les années 1980, elle joue surtout au théâtre et dans des séries télévisées comme L'Homme de fer ou Doctor Who. Pour cette série, elle et son mari Tony Rudlin écrivent le scénario d'un épisode en 1984. Elle écrit aussi un roman d'espionnage et un roman situé en Argentine au temps des Perón.
En 1998, elle est narratrice pour l'album Cruelty and the Beast du groupe Cradle of Filth.
En 1999 paraît son autobiographie, Life's a Scream, où elle parle de son passage en camp de concentration puis dans les camps de réfugiés de la Croix-Rouge à la recherche de son père.
Elle publie aussi plusieurs recueils d'histoires d'horreur, comme Bedside Companion for Vampire Lovers ou The Ingrid Pitt Book of Murder, Torture and Depravity. Son autobiographie reparaît en 2004 sous le titre Darkness Before Dawn.
Ingrid Pitt est décédée dans un hôpital du sud de Londres le 23 novembre 2010, deux jours après son 73e anniversaire, d'une insuffisance cardiaque congestive.

## Filmographie

### Cinéma
- 1964 : El sonido de la muerte de José Antonio Nieves Conde : Sofia Minelli
- 1965 : Falstaff (Campanadas a medianoche) d'Orson Welles
- 1965 : Docteur Jivago (Doctor Zhivago) de David Lean : (figurante)
- 1966 : Un baiser sur le port (Un beso en el puerto) de Ramon Torrado : Dorothy
- 1966 : Le Forum en folie (A Funny Thing Happened on the Way to the Forum) de Richard Lester : Courtesian
- 1968 : The Omegans (en) de W. Lee Wilder : Linda
- 1968 : Quand les aigles attaquent (Where Eagles Dare) de Brian G. Hutton : Heidi
- 1970 : Les Passions des vampires (The Vampire Lovers) de Roy Ward Baker : Marcilla / Carmilla / Mircalla Karnstein
- 1971 : Comtesse Dracula (Countess Dracula) de Peter Sasdy : la comtesse Elisabeth Nodosheen
- 1971 : La Maison qui tue (The House That Dripped Blood) de Peter Duffell : Carla Lynde (segment The Cloak)
- 1972 : Nobody Ordered Love (en) de Robert Hartford-Davis : Alice Allison
- 1973 : The Wicker Man de Robin Hardy : la libraire
- 1982 : Commando (Who Dares Wins) de Ian Sharp : Helga
- 1983 : Octopussy de John Glen : la maîtresse de cuisine d'Octopussy
- 1984 : Parker de Jim Goddard (en) : la veuve
- 1985 : Les Oies sauvages 2 (Wild Geese II) de Peter Hunt : la prostituée
- 1985 : Transmutations (Underworld) de George Pavlou : Pepperdine
- 1988 : La Guerre d'Hanna (Hanna's War) de Menahem Golan : Margit
- 2000 : The Asylum (en) de John Stewart : Isobella
- 2000 : Green Fingers : Mrs. Bowen
- 2003 : Dominator : Lady Violator (voix)
- 2006 : Minotaur : la lépreuse
- 2008 : Beyond the Rave : La mère de Tooley
- 2008 : Sea of Dust : Anna

### Télévision
- 1967 : Dundee and the Culhane (série télévisée) : Tallie Montreaux
- 1967 : L'homme de fer (Ironside) (série télévisée) : Irene Novas
- 1972 : Jason King (série télévisée) : Nadine
- 1972 : Doctor Who épisode « The Time Monster » (TV) : La reine Galleia
- 1973 : L'aventurier (The Adventurer) (série télévisée) : Elayna
- 1974 : The Zoo Gang (série télévisée) : Lyn Martin
- 1975 : Angoisses (Thriller) épisode 'un mauvais perdant' (where the action is) (série télévisée) : Ilse
- 1981 : Artemis 81 (série télévisée) : Hitchcock blonde
- 1982 : Les Gens de Smiley (en) (Smiley's People) (série télévisée) : Elvira
- 1983 : The Comedy of Errors (Téléfilm) : Courtesan
- 1984 : The House (Téléfilm) : La Comtesse Von Eisen
- 1984 : Doctor Who épisode « Warriors of the Deep » (TV) : Dr. Solow
- 1987 : Bulman (série télévisée) : Laura
- 2000 : Urban Gothic (série télévisée) dans l'épisode Vampirologie : elle-même